# 草生津刑場

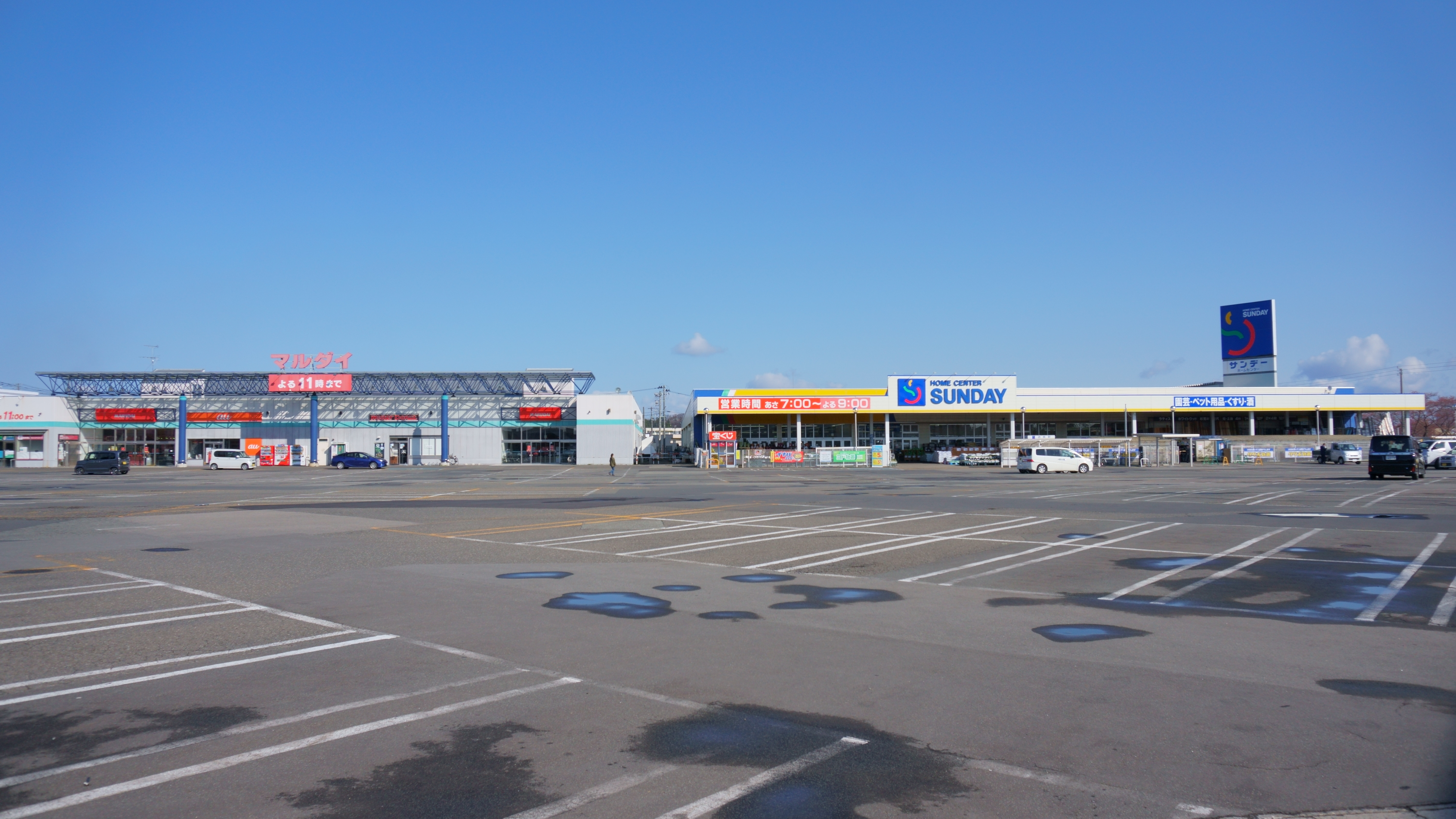
草生津刑場跡
現在は八橋ショッピングセンター

草生津刑場（くそうづけいじょう）は、江戸時代に久保田藩（秋田藩、佐竹藩）が設置した刑場である。
八橋村八橋の草生津川右岸、西に羽州街道と小丘をのぞむところにある。近年までは八橋刑場跡とも呼んだ。平成時代になってからはショッピングセンター・パブリとなり、賑わいをみせている。

## 歴史
この刑場は、1624年（寛永元年）7月のキリシタン殉教の時には既に刑場として使用していたと思われる。藩庁では1年間入獄者がないときは、これを祝して評定方へ酒肴を賜ったという。重罪は既決獄舎（下牢）に収容された。罪人はここから刑場にむかうこととなる。軽罪囚人は既決獄舎前、羽州街道の近くで処罰された。
草生津刑場は、近代になると1879年（明治12年）に秋田県牧畜試験場となり、1881年（明治14年）に秋田県第四勧業場と改称、その後秋田県畜産会、秋田県産牛馬組合、秋田県畜産組合と変わった。更に大正天皇が皇太子時代に行啓したのを記念し、行啓記念畜産運動場となり、県民市民に親しまれた。1935年（昭和10年）、日本石油八橋鉱場で八橋油田の発見と大噴油があり、日本を代表する大油田になった。1941年（昭和16年）に帝国石油秋田鉱業所となり、1998年（平成10年）にショッピングセンターが開設された。

## 草生津刑場の様子

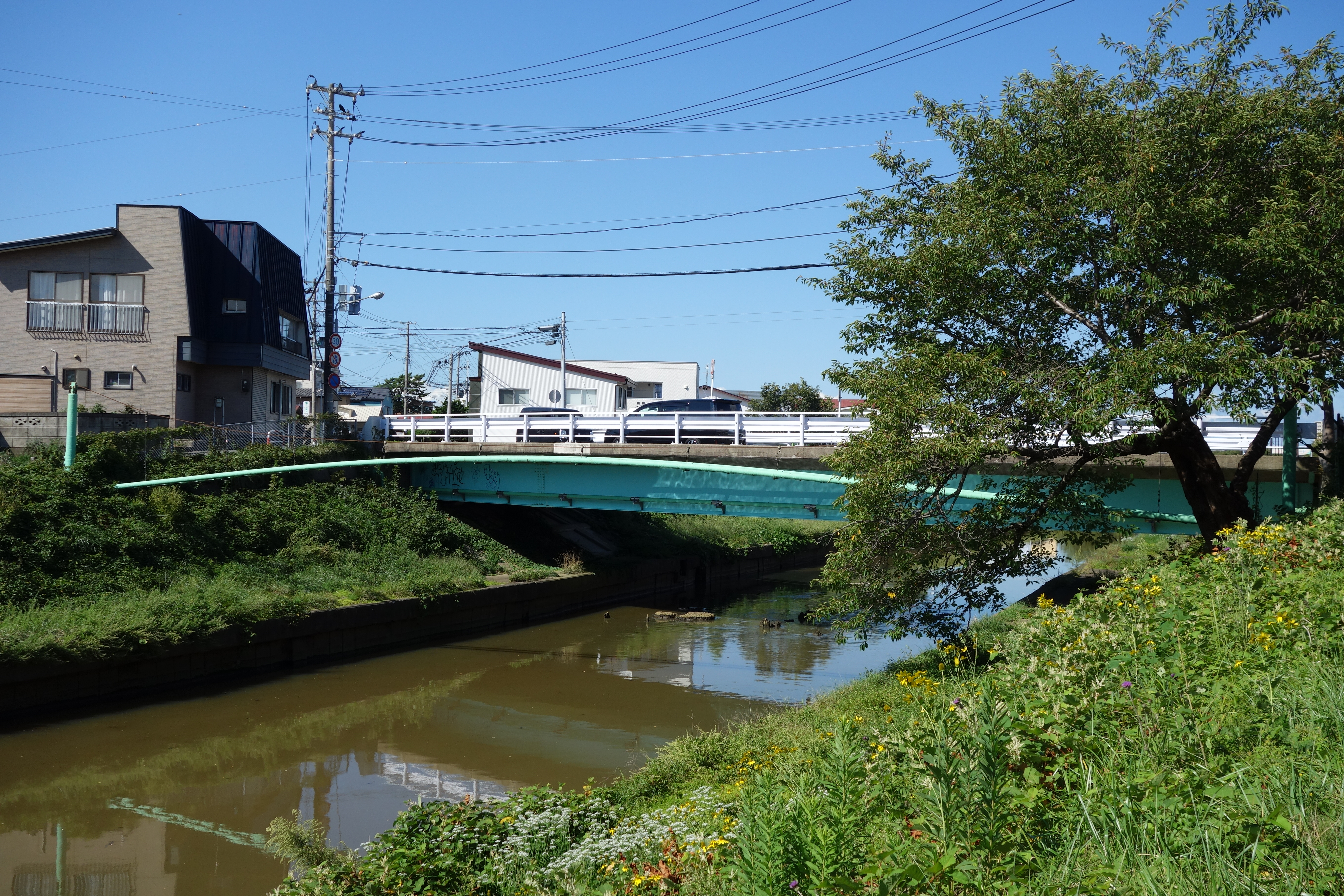
面影橋

既決獄舎にいた重罪人は、年毎に10月27日を期して草生津刑場で斬罪の上、3日間のさらし首にされ諸人に見せた。父殺しや火付け殺人、夫殺しなどの重罪があった場合は、その日を待たずに不定期に死刑が行われた。『秋田沿革史大成』には、重罪人が既決獄舎から行列に連れられ移動し、草生津刑場で斬罪され、さらし首にされる様子が詳細に記されている。
刑死を受ける者は橋のたもとの弥六そばというかけそば屋で、この世の食べ納めをし、橋を渡った。刑囚は今生の見納めに橋上から自分の面影を映したことから、面影橋の名が付けられたともいう。
羽州街道は面影橋を通過し、右に大きくカーブして北に向かう。ここから下八橋である。街道の左には石塔が建ち、松並木の参道の奥に二王門があり、丘の上に七面堂と宝塔寺があり、やや北に離れて石造五重塔があった。さらにその北に善龍寺がある。街道に戻ると街道は左にカーブして北に向かう。このカーブの右側の街道筋に石仏、六地蔵、一基の塚があった。ここに八橋（草生津）刑場があった。街道は刑場を過ぎ、吹上坂にかかる。現在この東側の街道沿いに松並木の名残である黒松数本が残る。

## 処刑された人々
『梅津政景日記』の1624年（寛永元年）6月3日（新暦7月16日）の条に「一、きりしたん衆三十二人火あぶり、内二十一人男十一人女一、天気よし」とある。久保田城外の刑場で、三十二人のキリシタンが火あぶりの刑に処せられた。河合喜右衛門ら二十一人の武士とその母、妻子たちで、彼らは最後まで改宗を拒み、あえて殉教の道を選んだという。喜右衛門の第二子喜太郎も役人の救いの手を振り切って父や兄と共に十三歳の命を捧げた。その日は城下の久保田や近郷から集まった見物人で刑場前の丘は黒山の人であった。引かれてきた三十二人は刑場につくと一人づつ柱にしばられ、まもなく柱のそばにマキが詰まれ、そして火が付けられていった。三十二人の信徒たちは声を合わせて主の名を呼んだ。「われらを憐れみ給え。主よ、われらを憐れみ給え…」彼らの祈りは周囲にひびき渡った。しかし間もなくその叫びも燃え盛る火中に消えていった。その夜から三晩の間、その上空に不思議な光が輝くのを近郊のミナ（湊？）の住民は確かに見たという。これは『1624年イエズス会日本年表』の伝えるこの日の模様の大要である。そして、三十二人が処刑された刑場は、「久保田より三里へだてるヤナイの地」とある。このヤナイの地を草生津刑場とする研究者もいる。ジアン・クラセの『日本西教史』やレオン・パジェスの『日本基督教史』にもその場面の記録がある。
『秋藩紀年』には1635年（寛永12年）9月「三日切支丹宗徒湊於て火炙　同四日草生津にて成敗」と記載されている。『秋田沿革史大成』にも佐竹義隆の項に同様の記事がある。
転封当時、久保田藩の修験道は佐竹氏の血をひく今宮家が頭領として支配していたが、3代目の義賢の死によって今宮家は失脚した。以後は今宮家から家老は排出するものの山伏の頭領職は廻ってこなかった。1682年これに不満をもった和光院（鈴木宗因）は商人に姿を変え久保田を脱出し江戸の寺院奉行に出訴した。和光院は捕らえられ、その兄の一応院、子の円兵衛、釘屋丸兵衛の4人が草生津で10月23日に成敗された。和光院は3日間獄門にかけられた。
1757年（宝暦7年）の秋田騒動では、野尻忠三郎父子が6月6日に斬首され、那珂忠左衛門が8月6日に庶民に下され引き回しの上斬首されている。
1868年（慶応4年）戊辰戦争では、久保田藩の血気にはやった勤王派塾生らが奥羽鎮撫総督府幹部にけしかけられて、仙台藩の使節一行を皆殺しにした。7月4日、内命を受けた勤王派の壮士たちは、夕刻より襲撃の手配を整え茶町扇ノ丁の幸野屋、仙北屋の両宿に夜の10時頃に斬り込んだ。惨殺されたのは7人は、5日川反五丁目橋のたもとにさらされた。久保田藩は捕らえられた残りの5人を16日に草生津刑場に引き出して斬首し、先の7士の遺体と共に刑場の一隅に埋葬した。1870年（明治3年）に殺戮を指揮した吉川忠安ら有志によって、使節の持参金60両を基金にして西来院地内（現在地）に改葬すると共に、法名をつけて慰霊碑を建立した。

## 供養碑
草生津刑場の無縁仏や「南無阿弥陀仏」の供養塔は、南西にある全良寺に移されている。